# Kraftdynamik (Semantik)
Die Kraft-Dynamik, englisch force-dynamics oder Kraft-Dynamik-Modell in der Sprache ist Bestandteil eines übergeordneten Konzepts zur Raum- und Prozess-Semantik (siehe auch Räumliche Relation). Das Konzept wurde maßgeblich durch den US-amerikanischen Linguisten Leonard Talmy Anfang der 1980er Jahre angeregt. Talmy begann seine theoretischen Überlegungen schon 1975 in der Auseinandersetzung mit den theoretischen Konzeptionen der generativen Semantik zu entwickeln. Seine Vorstellung war es, die Konzepte der kognitiven Psychologie und der insbesondere von Ronald Langacker begründeten kognitiven Grammatik einem Teilgebiet der kognitiven Linguistik mit in die theoretisch-linguistischen Überlegungen einzubeziehen. Langackers theoretische Konzepte sind geprägt von den Annahmen der Gestaltpsychologie.
Weitere Einflüsse gehen auf Brennenstuhl (1975), einer Doktorandin an der Universität Berkeley und Ray Jackendoff zurück.
Talmy geht von vier Vorstellungssystemen aus, den imaging systems aus, welche in natürlichen Sprachen benutzt würden. Sie sind unabhängig voneinander und somit in ihrer Wirkung addierbar, es sind dies:
- die geometrische Konfiguration;
- die Spezifizierung des Perspektivpunktes, dem Ort des „geistigen Auges“, mindsight;
- die Fokussierung der Aufmerksamkeit und insbesondere;
- die Kraft-Dynamik, force-dynamics.[4]

Nach Talmy treten in einem Bewegungsereignis folgende semantische Komponenten auf:
- motion (Motion) als Ausdruck der Bewegung, als die Tatsache der Bewegung,
- figure (Figur) als Ausdruck des sich bewegende Objekts,
- ground (Grund), als Ausdruck des Hintergrunds, vor dem eine Bewegung stattfindet,
- path (Weg) als Ausdruck der Richtung bzw. des Weges, den die Figur (Objekt) hinsichtlich eines Hintergrundes nimmt.

Zusätzlich können in einem Co-Ereignis zwei weitere Komponenten auftreten:
- manner (Art und Weise) als Ausdruck für die Art und Weise der Bewegung,
- cause (Ursache) als Ausdruck für die Ursache bzw. den Verursacher der Bewegung.

Während die motion oder Bewegung sich ausschließlich mit dem Verb realisiert, kann der path oder Weg entweder im Verb (Verb-framed Language) oder außerhalb des Verbs (satellite-framed languages) lexikalisiert werden.

## Kraft-Dynamik-Konzept
Talmy entwickelte die Theorie der Kraft-Dynamik (force dynamics) in der Sprache. Er nimmt an, dass in der kognitiven Aufbereitung der alltagssprachlichen Konzeptualisierungen, die dann zur sprachlichen Äußerung führt, eine Art „Kausalkraft“ eine Rolle spielt.

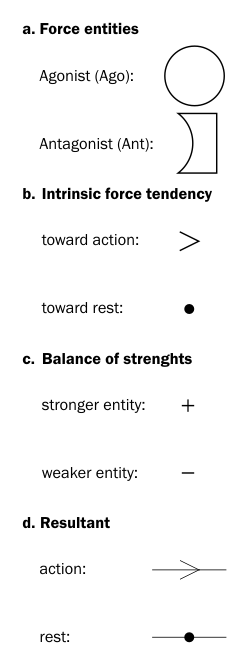
Basiselemente in Talmys Force Dynamics Diagrams. Force entities Kraftentitäten: Agonist (zwingende Kraft) Antagonist (geschlossene Barriere); Intrinsic force tendency intrinsische Krafttendenz: Bewegung Ruhe; Balance of strength Gleichgewicht der Kräfte: stärkere bzw. schwächere Wirkung; Resultant Folgen

Für Talmy können Versprachlichungen oder Ausdrücke ein kraft-dynamisches Muster aufweisen oder aber kraft-dynamisch neutral sein. Ein Grundmerkmal eines kraft-dynamischen Ausdrucks ist das Vorhandensein von zwei „kraftwirksamen“ Elementen. Sprachen unterscheiden zwischen diesen beiden Kräften auf der Grundlage ihrer Rollen. Die Kraft, die dabei im Fokus steht, heißt Agonist und die Kraft, die sich gegen diese richtet, heißt Antagonist. Im Beispiel der Tür ist der Agonist das Öffnen und die Kraft, die das verhindert, dass die Tür geöffnet wird, der Antagonist.
Ein dritter relevanter Faktor ist das sich vorgestellte Gleichgewicht bzw. Ungleichgewicht zwischen den beiden Kräften. Die Kräfte sind per definitionem aus dem Gleichgewicht, wenn die beiden Kräfte gleich stark sind. Ist aber eine Kraft stärker oder schwächer als die andere, wird die stärkere Kraft ist mit einem Pluszeichen versehen und die schwächere Kraft mit einem Minuszeichen. Im Beispiel ist der Antagonist stärker, da er tatsächlich die Tür geschlossen hält.
Ein Satz wie etwa „Die Tür ist geschlossen“ stellt sich kraft-dynamisch neutral dar, weil es keine Kräfte gibt, die sich gegenseitig gegenüberstehen. Der Satz „Die Tür lässt sich nicht öffnen“ hingegen weist ein kraft-dynamisches Muster auf. Denn hier gibt es anscheinend etwas, was der Neigung, Option der Tür, sich zu öffnen, entgegenwirkt. Es gibt eine andere Kraft, die es verhindert, dass sie sich öffnet bzw. geöffnet wird.

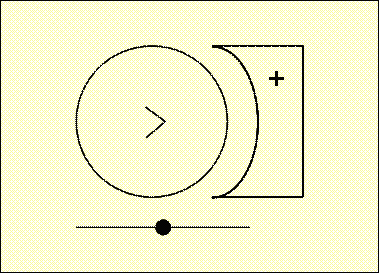
Beispiel für den Satz: „Die Tür lässt sich nicht öffnen“.

Kraftwirkungen haben eine intrinsische Kraftneigung, entweder zum Handeln oder zur Ruhe. Für den Agonisten wird schematisch diese Tendenz mit einer Pfeilspitze (Aktion) oder mit einem großen Punkt (Ruhe) gekennzeichnet. Da der Antagonist per definitionem eine entgegengesetzte Tendenz hat, muss er nicht markiert werden. Im Beispiel der Tür hat diese eine Tendenz zum Handeln.
Das Ergebnis eines vorgestellten kraft-dynamischen Szenarios hängt sowohl von der intrinsischen Tendenz als auch von der Vorstellung des Gleichgewichts zwischen den Kräften ab. Das Ergebnis wird schematisch durch eine Linie unter Agonisten und Antagonisten dargestellt. Die Linie hat eine Pfeilspitze, wenn das Ergebnis Aktion ist und ein großer Punkt, wenn das Ergebnis ruht. Im Beispiel bleibt die Tür geschlossen. Dem Antagonisten gelingt es zu verhindern, dass die Tür geöffnet wird. Der Satz "Die Tür kann nicht geöffnet werden" kann kraft-dynamisch durch ein Diagramm dargestellt werden.
Mit diesen Grundkonzepten lassen sich prinzipiell Verallgemeinerungen von gesprochenen Sätzen darstellen. Die kraft-dynamischen Situationen, in denen der Agonist stärker ist, werden in Sätzen wie "X geschehen trotz Y" ausgedrückt, während Situationen, in denen der Antagonist stärker ist, in Form von "X geschehen wegen Y" ausgedrückt werden.

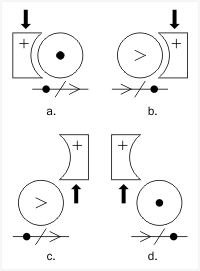
Einige Force Dynamics Diagramme mit einem wechselnden Antagonisten. a) Ein Windstoß wehte die Seiten meines Buches um. b) Das Erscheinen des Schulleiters beruhigte die Schüler. c) Das Brechen des Dammes ließ das Wasser aus dem Speichersee fließen. d) Das Nachlassen des Windes verlangsamt sich das Segelboot.

### Agonist
Die mit dem Begriff „Agonisten“ operierende menschliche Vorstellung belegt diesen mit einer ihm innewohnenden Aktivität, die einer intrinsischen Tendenz entspricht, was also ein Agonist täte, wenn der Antagonist nicht auf ihn einwirkte.
Im Kraft-Dynamik-Modell der Versprachlichung sind die aufeinander einwirkenden Entitäten nicht unbedingt nach streng nach etwa naturwissenschaftlich-physikalischen etc. Bedingungen interpretiert. Die in der Vorstellung ausgewählte Entität wird mit einer weiteren Entität so verbunden, dass diese etwa auf die erste einwirken könnte. – Beispiele:
```
Die Vase fiel vom Schrank.

Das Haus versank im Boden.
```

Aus der Sicht naturwissenschaftlicher Beobachtung, Untersuchung, Experiment, Interpretation und Modell- bzw. Theorienbildung ginge jedem Ereignis, jeder Entität ein gesetzmäßiges Geschehen voraus bzw. wäre in diesem eingeschlossen.
Pinker (2014) bezeichnet die Interpretationen im Kraft-Dynamik-Modell auch als „intuitive Physik“ und stellt sie der „wissenschaftlichen Physik“ gegenüber.